# Harvard Divinity School
La Harvard Divinity School, fondée en 1816, est l'une des facultés de l'université Harvard, située à Cambridge, dans le Massachusetts, aux États-Unis. Son but est de former ses étudiants aux sciences des religions, à la pratique d'un ministère religieux ou à toute autre vocation de service public. Elle s'adresse également aux étudiants d'autres facultés de Harvard  intéressés par ce domaine. La Harvard Divinity School fait partie du petit groupe de facultés de théologie non-confessionnelles des États-Unis, composé de l'University of Chicago Divinity School, la Yale Divinity School, la Vanderbilt University Divinity School et la Wake Forest School University of Divinity.

## Histoire
Le Harvard College, une institution puritaine congrégationaliste, est fondé, en 1636, pour la formation des ministres du culte. La Divinity School, dont elle est issue, est la seconde faculté à être créée, en 1816, après la Medical School (faculté de médecine), en 1782. Bien qu'elle soit la première école de théologie non confessionnelle des États-Unis,  ses étudiants sont principalement unitariens. Le Princeton Theological Seminary avait été fondé en tant qu'institution presbytérienne en 1812, le Andover Theological Seminary, en 1807, par les calvinistes orthodoxes qui ont fui le Harvard College après la nomination du théologien libéral Henry Ware à la Hollis Chair of Divinity (chaire Hollis de théologie) en 1805. La Divinity School conserve toutefois un lien historique avec la dénomination ultérieure du Congrégationalisme américain, l'Église unie du Christ.

### La Divinity School et l'unitarisme
David Tappan qui détient la Hollis Chair of Divinity, meurt en 1803 et le président du Harvard College, Joseph Willard, décède à son tour en 1804. Un membre du Conseil de surveillance du College, Jedidiah Morse, demande que leurs remplaçants soient recrutés parmi les calvinistes orthodoxes, ce qui fâche les libéraux dont l'inclination est plutôt unitarienne. Après une lutte acharnée, c'est l'unitarien Henry Ware qui est élu. Cet événement marque un tournant au Harvard College, jusqu'alors conservateur et tenant de l'orthodoxie calviniste, vers le libéralisme et l'unitarisme. Jedidiah Morse crée alors le Andover Theological Seminary comme alternative orthodoxe à la chaire de théologie Hollis de la Harvard School. La Harvard Divinity fut avant tout une école unitarienne, même avant que l'unitarisme ne soit clairement défini. La Harvard Divinity school devant le centre national de formation des ministres du culte unitariens. Certains orthodoxes et critiques évangélistes parlèrent alors d'« Unitarian takeover of Harvard » (« mainmise unitarienne sur Harvard »).
William Ellery Channing, diplômé de Harvard et théologien remarqué par Ralph Waldo Emerson, prêche publiquement contre la Trinité et contre la division des églises congrégationalistes. La grande majorité des anciennes églises congrégationalistes deviennent unitariennes. De nos jours quelques églises congrégationalistes existent toujours, mais en petit nombre. Des critiques émirent une boutade qui fut bientôt reprise par la communauté bostonienne selon laquelle l'« Unitarian preaching is limited to fatherhood of God, the brotherhood of man and the neighborhood of Boston. » (« la prédication unitarienne se limite à la paternité de Dieu, à la fraternité de l'homme et aux alentours de Boston »). L'unitarisme devint la religion bostonienne, s'étendant un peu en Nouvelle-Angleterre, mais guère au-delà. À la fin du XIXe siècle, elle séduit beaucoup d'urbains très instruits vivant dans des villes cosmopolites comme Seattle et San Francisco en particulier.

### Étudiants notables
Parmi les étudiants les plus remarqués de la Harvard Divinity School on peut citer, le philosophe, poète et chef de file du mouvement transcendantaliste américain Ralph Waldo Emerson (1803 - 1882), et son disciple le poète et essayiste Jones Very, le réformiste et abolitionniste Theodore Parker (1810 - 1860), l'écrivain Horatio Alger (1832 – 1899), l'abolitionniste Moncure Daniel Conway (1832 - 1907) et, plus proche de notre époque, le journaliste Christopher Lynn Hedges (1956).

### De nos jours
Aujourd'hui les enseignants et étudiants de la Divinity School sont issus de milieux religieux très divers : chrétiens (de toutes les Églises), juifs, musulmans, hindous, bouddhistes, sikhs, etc. Son programme académique tente d'équilibrer théologie et sciences des religions. Ceci contraste avec d'autres facultés de théologie où l'un ou l'autre est prépondérant (la Yale Divinity School, par exemple, met l'accent sur son programme de formation des ministres du culte, alors que la majorité des étudiants de l'University of Chicago Divinity School sont inscrits en sciences des religions).